# Alexander Kulitz

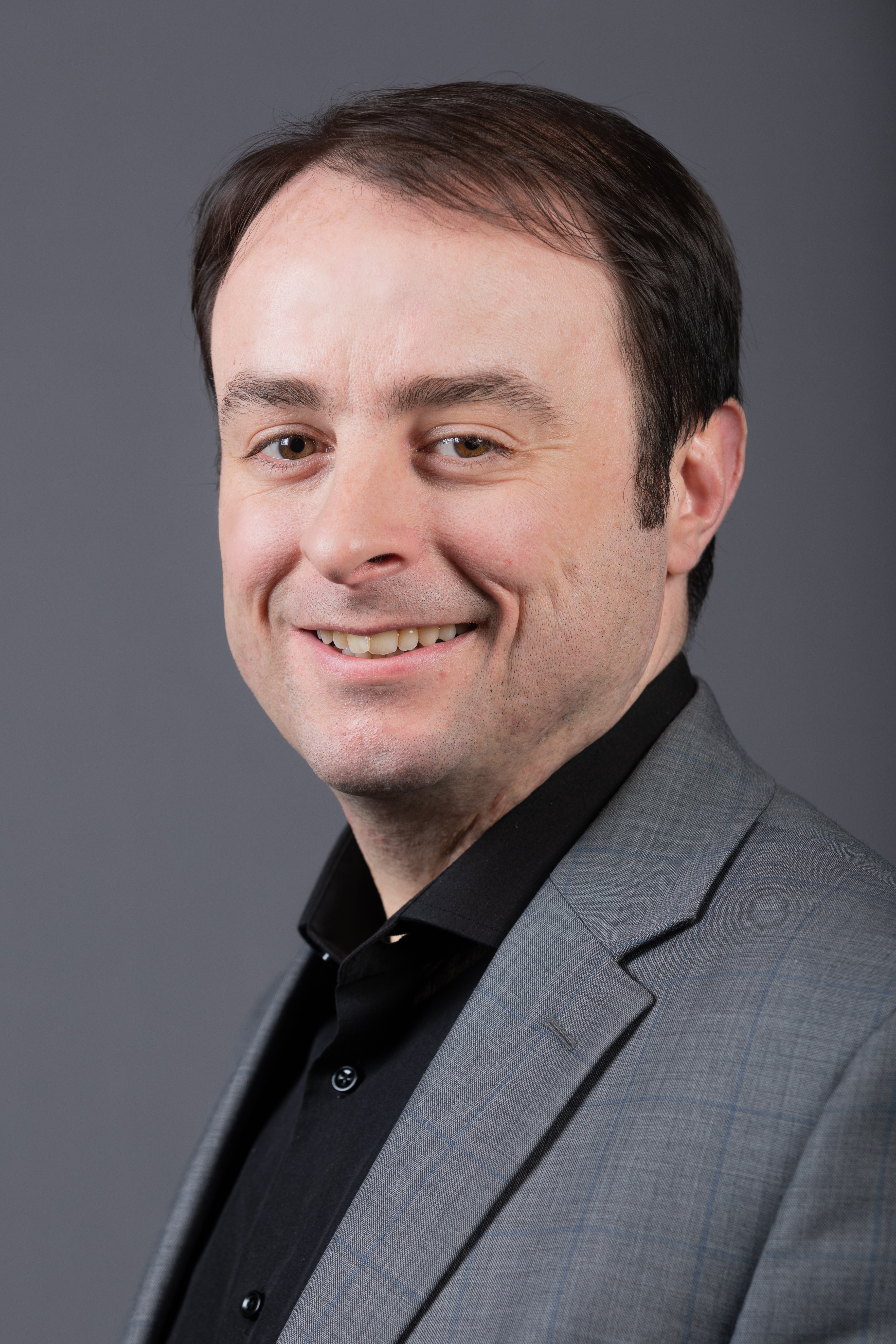
Kulitz em 2020

Alexander Kulitz (nascido em 12 de agosto de 1981, Tübingen) é um político alemão e membro do Bundestag. Kulitz é advogado de profissão e membro do Partido Democrático Livre.